# Гуриненко, Никита Трофимович
Никита Трофимович Гуриненко (1916—1944) — красноармеец Рабоче-крестьянской Красной Армии, участник Великой Отечественной войны, Герой Советского Союза (1944).

## Биография
Никита Гуриненко родился 2 (по новому стилю — 15) апреля 1916 года в селе Леськи (ныне — Черкасский район Черкасской области Украины) в крестьянской семье. Получил неполное среднее образование, работал в колхозе. В 1943 году Гуриненко был призван на службу в Рабоче-крестьянскую Красную Армию. С марта того же года — на фронтах Великой Отечественной войны. К апрелю 1944 года красноармеец Никита Гуриненко был пулемётчиком 859-го стрелкового полка 294-й стрелковой дивизии 52-й армии 2-го Украинского фронта. Отличился во время форсирования реки Прут.
В апреле 1944 года Гуриненко одним из первых переправился через Прут в районе села Петрешты Унгенского района Молдавской ССР и пулемётным огнём способствовал успешной переправе передовых частей. В ходе боя за высоту у деревни Котун-Иван в 12 километрах к северу от румынского города Яссы он подавил огонь трёх вражеских пулемётов, что позволило овладеть высотой и закрепиться на ней. 28 апреля 1944 года Гуриненко погиб в бою. Похоронен в селе Диробец Ясского жудеца Румынии.
Указом Президиума Верховного Совета СССР от 13 сентября 1944 года за «мужество, отвагу и героизм, проявленные в борьбе с немецкими захватчиками» красноармеец Никита Гуриненко посмертно был удостоен высокого звания Героя Советского Союза. Также посмертно был награждён орденом Ленина.

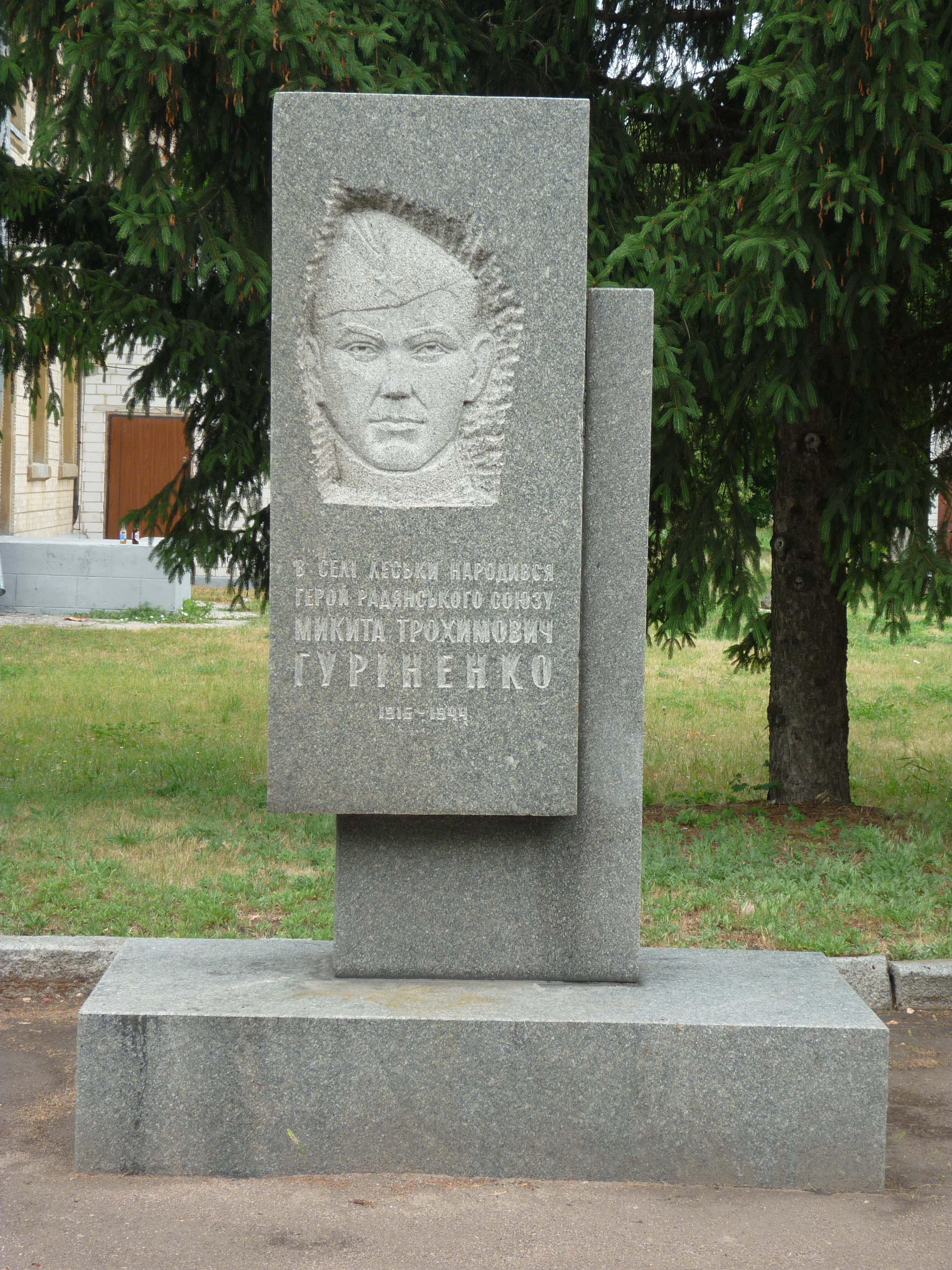
Памятник Н. Т. Гуриненко в селе Леськи.

## Память
В честь Н. Т. Гуриненко названы улица и школа, установлен обелиск в селе Леськи.